# 헌정의 상도
헌정의 상도(憲政の常道)는 일본 제국 때 일시적으로 운용되었던 정계의 관례다.

## 전전 일본
헌정의 상도라는 표현 자체는 제1차 호헌 운동 때 쓰였던 슬로건으로 중의원의 구성과는 무관하게 번벌들이 권력을 독식하고 내각을 구성하는 것에 대한 반발로 등장한 것이다. 주로 헌정의 상도는 영국식 의원내각제를 가리키는 표현으로 사용되었지만 중의원의 다수파와 귀족원의 다수파가 제휴하여 번갈아가며 정권을 담당하는 형태를 구상한 하라 다카시처럼 여러 주장이 있었다.
일반적으로는 가토 다카아키 내각이 성립한 때부터 이누카이 내각이 붕괴할 때까지 확립된 정당정치의 관례를 말한다. 1924년 1월 내각총리대신 기요우라 게이고가 육군·해군·외무대신을 제외한 모든 각료를 귀족원 의원으로 구성하자 중의원은 기요우라 내각을 특권 내각이라 비판하며 헌정회, 입헌정우회, 혁신구락부 등 3당이 모여 호헌 3파를 결성했고 이후 진행된 제15회 일본 중의원 의원 총선거에서 호헌 3파는 압승했다. 선거 결과를 접한 원로 사이온지 긴모치는 정국의 안정을 위해 그때까지의 태도를 고쳐 헌정회 총재 가토 다카아키를 신임 총리대신으로 추천했다. 가토는 영국이나 미국과 같은 양당제를 이상적인 정치 환경으로 인식하고 있었는데 이때 일본에서 처음으로 총선 결과에 따라 야당 대표가 조각을 하는 첫 사례가 만들어졌다. 기요우라 내각은 결국 반년을 채우지 못한 채 무너졌는데 이것이 제2차 호헌 운동이다.
남성의 보통선거제를 공약으로 내걸었던 가토 내각은 1925년 「보통선거법」 제정을 통해 이를 이루어냈으며 이후 귀족원 개혁에도 나섰다. 하지만 백·자·남작 호선의원의 수를 약간 줄이고 제국학사원 회원과 다액 납세자를 귀족원 의원으로 신설하는 정도에서 끝나 버렸고 여론이 요구하는 철저한 개혁은 이루어지지 못했다.
가토 내각의 성립은 의원내각제의 기본 원칙에 부합하는 이른바 정당내각의 시대를 만들었다. 중의원 의원 총선거는 민의를 반영하는 것으로 선거 결과에 따라 원내 1당이 된 정당이 내각을 구성해야 하고 내각이 붕괴하면 마땅히 야당이 새롭게 내각을 구성해야 한다는 생각이 뿌리내리기 시작한 것이다. 이는 그때까지 당연하게 받아들여졌던 번벌 중심의 내각, 그리고 원로의 추천에 의해 구성된 내각과는 결을 달리하는 것으로 이것이 곧 헌정의 상도였다. 다만 내각 총사퇴의 조건은 내각의 실정이므로 사망 등으로 인한 총리직의 궐위에 따른 총사퇴의 경우에는 내각이 야당에게 승계되지 않았다.
이렇게 확립된 헌정의 상도에 따라 정우회와 입헌민정당이 거대 양당으로 군림하며 정당내각을 번갈아가며 구성했다.
하지만 보통선거가 실시되면서 정당들은 한 표라도 더 얻기 위해 막대한 선거 자금을 필요로 하게 되었다. 이는 정당들이 재계와 강하게 연결되는 계기를 만들어 다양한 부패 사건을 일으켰다. 그리고 정당정치의 부패는 국민들의 비판을 불러일으켰고 정당정치에 부정적인 청년 장교들이 성장할 수 있는 환경을 만들어주었다.
1932년 일본 제국 해군 장교들이 5·15 사건을 일으켜 당시 총리대신이던 이누카이 쓰요시가 암살됐다. 이는 이누카이 내각을 넘어 정당내각 자체의 붕괴를 초래했다. 일본 국민들은 부패한 정당정치인을 암살한 군인들에게 동정표를 보냈고 이누카이의 뒤를 이어 정우회 총재가 된 스즈키 기사부로를 대신해 퇴역 해군 대장 사이토 마코토에게 대명강하가 내려진 것이다. 정우회와 민정당이 각료를 배출하긴 했지만 헌정의 상도는 끝이 났고 군부는 발언권을 크게 키웠다. 사회에서도 우익 단체가 속출하여 국가 전체가 우경화했고 국민적 공감 속에서 급진적인 국가 개조 운동이 진행되어갔다.

## 전후 일본
「일본국 헌법」이 시행되면서 천황의 대명강하를 통해 총리대신에 취임하는 사례는 등장하지 못하게 되었다. 1947년부터 총리대신은 중의원과 참의원을 구성하는 국회의원들의 투표에 따라 선출되기 시작한 것이다.
그럼에도 불구하고 「일본 제국 헌법」 시절의 정치적 관행이 지켜진 사례도 없지 않다. 신헌법 시행 후 치러진 첫 내각총리대신 지명 선거는 사전 합의에 따라 일본사회당 위원장 가타야마 데쓰를 만장일치로 선출했으며 가타야마가 물러나자 참의원 녹풍회는 헌정의 상도에 따라 연립 여당인 민주당의 아시다 히토시가 아니라 야당인 일본자유당의 요시다 시게루에 투표했다. 아시다가 물러난 뒤에는 연합군 최고사령부가 국민협동당의 미키 다케오를 후임 총리대신으로 지지했지만 미키 본인이 헌정의 상도에 따라 이를 거부했다. 1954년 12월에도 자유당의 요시다가 총리대신직에서 물러나자 헌정의 상도에 따라 제1야당이던 민주당의 하토야마 이치로가 후임자가 됐다.
55년 체제가 시작한 1955년부터는 자유민주당의 우위가 고착돼 줄곧 제1야당의 지위를 차지하고 있던 사회당으로의 정권 교체 가능성은 낮아져만 갔다. 내각이 총사퇴를 해도 자유민주당의 파벌 사이에서 유사 정권 교체만 반복됐을 뿐이었다.
1993년 자민당이 원내1당 지위를 유지했음에도 불구하고 일본신당의 호소카와 모리히로를 중심으로 한 비자민·비공산 연립 정권이 출범했다. 호소카와가 물러난 뒤에 하타 쓰토무가 연립 정권을 이어받았지만 2개월 만에 붕괴했다. 그리고 하타의 후임으로는 무소속이던 가이후 도시키와 원내2당이던 사회당의 무라야마 도미이치가 경쟁하는 상황이 연출됐다. 1955년 이후 원내1당이 아닌 정당에서 총리대신이 선출된 사례는 이 세 차례뿐이었다.
헌정의 상도는 총리대신이 물러나도 정권을 내놓지 않는 여당을 야당이 비판하는 용도로도 사용됐다. 2008년 9월 후쿠다 야스오 내각이 붕괴했을 때 민주당의 오자와 이치로는 "헌정의 상도에 따라 야당에게 정권을 넘길 것을 주장한다. 그렇지 않아도 어차피 다음 내각은 선거 관리 내각이 될 것이므로 한시라도 빨리 (중의원을) 해산하여 총선거를 시행해 국민의 뜻을 물을 것을 요구한다"라고 주장했다. 민주당 정권이 출범했을 때 하토야마 유키오, 간 나오토, 노다 요시히코가 1년 단위로 차례차례 정권을 넘겨주는 사례가 있었다.

## 참고 문헌
- 升味準之輔 (1988). 《日本政治史（3）政党の凋落、総力戦体制》. 東京大学出版会.
- 升味準之輔 (1979). 《日本政党史論》 5 1판. 東京大学出版会.
- 奈良岡聰智 (2006). 《加藤高明と政党政治…二大政党制への道》 1판. 山川出版社. ISBN 4634520117.
- 倉山満 (2004). 《憲法習律としての「憲政の常道」》. 関西憲法研究会.